# You Can Change the World
Pour plus de détails, voir Fiche technique et Distribution.
You Can Change the World  est un court-métrage américain de Leo McCarey, sorti en 1951.

## Synopsis
Le comédien Jack Benny demande à son majordome, Rochester, d'appeler plusieurs de ses amis célèbres à la maison. Benny les présente à un prêtre catholique, qui leur parle de faire un film pour un groupe appelé les Christophers, une organisation qui souhaite utiliser différents média tels que la radio, la télévision et le cinéma pour inciter les jeunes à changer le monde pour le mieux en poursuivant des carrières dans la fonction publique comme l'enseignement et le travail gouvernemental. Le prêtre donne ainsi aux célébrités réunies une leçon d'histoire sur la fondation des Etats-Unis et le rôle de Dieu dans celle-ci.

## Fiche technique
- Titre : You Can Change the World
- Réalisation : Leo McCarey
- Production : William Perlberg
- Société(s) de production : The Christophers
- Genre : Documentaire
- Pays de production :  États-Unis
- Langue : Anglais
- Format : 1,37:1, 35 mm, noir et blanc
- Durée :  20 minutes
- Date de sortie : 1951

## Distribution
- Eddie « Rochester » Anderson : Rochester
- Jack Benny : lui-même
- Ann Blyth : elle-même
- Johnny Burke : lui-même
- Bing Crosby : lui-même
- Paul Douglas : lui-même
- Irene Dunne : elle-même
- William Holden : lui-même
- Bob Hope : lui-même
- James G. Keller : lui-même(comme Father James G. Keller)
- Jimmy Van Heusen : lui-même
- Loretta Young : elle-même